# Kronologija druge svetovne vojne
Kronologija druge svetovne vojne zajema tudi dogodke, ki so se zgodili pred drugo svetovno vojno in po njej, a imajo z njo neposredno zvezo.
| 1931 1932 1933 1934 1935 1936 1937 1938 1939 1940 1941 1942 1943 1944 1945 1946 1947 Glej tudi |

## 1931
- 18. september - začetek japonske agresije na Kitajsko

## 1932
- 15. september - ustanovljena japonska marionetna država Mandžukuo

## 1933
- 30. januar - Adolf Hitler postane kancler Nemčije
- 24. marec - Reichstag sprejme zakon o popolni oblasti kanclerja
- 27. marec - Japonska izstopi iz Društva narodov
- 21. oktober - Tretji rajh izstopi iz Društva narodov

## 1934
- 2. avgust - Adolf Hitler postane nemški führer
- 18. september - ZSSR izstopi iz Društva narodov.

## 1935
- 16. marec - Tretji rajh uvede vojaško obveznost
- 14. april - Francija, Združeno kraljestvo in Italija se dogovorijo za status quo
- 2. maj - Francija in Sovjetska zveza podpišeta pogodbo o medsebojni pomoči
- 18. junij - Tretji rajh in Združeno kraljestvo podpišeta pomorski sporazum; nemška površinska flota ne sme presegati 35 % moči britanske vojne mornarice
- 3. oktober - Italija napade Etiopijo

## 1936
- 7. marec - Tretji rajh krši versajsko pogodbo, ko zasede demilitarizirano Porenje
- 9. maj - Italija anektira Etiopijo
- 17. julij - začne se španska državljanska vojna
- 14. oktober - Belgija se zavzema za politiko neodvisnosti
- 25. oktober - Tretji rajh in Italija podpišeta sporazum -> začetek osi Rim-Berlin
- 25. november - Japonska in Tretji rajh podpišeta antikominternski pakt

## 1937
- 7. julij - spopad na mostu Marca Pola med Kitajsko in Japonsko
- 6. november - Italija podpiše antikominternski pakt
- 11. december - Italija izstopi iz Društva narodov.

## 1938
- 13. marec - Nemčija zasede Avstrijo (anschluss)
- 26. april - Tretji rajh postavi Češkoslovaški ultimat glede Sudetov
- 29. september - začetek konference v Münchnu; podpis münchenskega sporazuma
- 1. oktober - Tretji rajh zasede Sudete
- 2. oktober - Poljska zasede okrožje Tešin
- 2. november - Madžarska zasede del slovaškega ozemlja.

## 1939

### Februar
- 2. februar - umre papež Pij XI.
- 24. februar - Madžarska in Mandžukuo podpišeta antikominternski pakt

### Marec
- 2. marec - izvoljen papež Pij XII.
- 14. marec - Slovaška razglasi neodvisnost
- 15. marec - Adolf Hitler pride v Prago
- 16. marec - preostanek Češke postane Nemški protektorat Češka-Moravska
- 22. marec - Litva odstopi tretjemu rajhu mesto Memel (Klajpeda)
- 27. marec - Španija podpiše antikominternski pakt
- 31. marec - Združeno kraljestvo in Francija ponudita zavezništvo Poljski, Grčiji, Turčiji in Romuniji. Tretji rajh in Španija podpišeta sporazum o prijateljstvu.

### April
- 1. april - konec španske državljanske vojne
- 3. april - Hitler ukaže Wehrmachtu pripravo operacije Fall Weiß
- 7. april - Italija vdre v Albanijo
- 28. april - Tretji rajh razveljavi sporazume z 	Združenim kraljestvom in Poljsko ter zahteva Gdansk

### Maj
- 8. maj - Španija izstopi iz Društva narodov
- 18. maj - Združeno kraljestvo sprejme zakon o vojaški obveznosti. Podpisan jekleni pakt

### Julij
- 26. julij - ZDA prekličejo trgovsko pogodbo z Japonsko

### Avgust
- 19. - 22. avgust - večina nemških podmornic izpluje iz svojih baz na odprto morje v pripravljenosti na morebitni začetek vojne
- 21. avgust - prekinejo se francosko-	britansko-sovjetska pogajanja v Moskvi
- 23. avgust - Tretji rajh in Sovjetska zveza podpišeta sporazum o nenapadanju -> pakt Hitler-Stalin
- 24. avgust - Združeno kraljestvo razglasi splošno vojaško mobilizacijo
- 25. avgust - Združeno kraljestvo in Poljska podpišeta sporazum o pomoči
- 26. avgust - podpis sporazuma Cvetković-Maček.

### September
- 1. september - Tretji rajh napade Poljsko -> začetek druge svetovne vojne
- 2. september - v Švici izvolijo Henrija Guisana za vrhovnega poveljnika švicarskih oboroženih sil
- 3. september:
  - Združeno kraljestvo, Francija, Avstralija in Nova Zelandija napovejo vojno Tretjemu rajhu
  - nemška podmornica U-30 ( kapitan Fritz-Julius Lemp) potopi 	angleško potniško ladjo SS Athenia, od prek 1400 potnikov 112 žrtev
- 4. september - ZDA sprejmejo zakon o nevtralnosti
- 6. september:
  - Republika Južna Afrika napove vojno Tretjemu rajhu
  - Wehrmacht zavzame Krakov
- 8. september - ZDA razglasijo napol izredno stanje
- 9. september - Kanada napove vojno Tretjemu rajhu
- 15. september - Japonska in Sovjetska zveza podpišeta pogodbo o vzpostavitvi miru na mongolski-mandžurski meji
- 17. september - ZSSR napade Poljsko
- 24. september - bombardiranje Varšave
- 27. september - Varšava kapitulira
- 28. september - kapitulacija poljske vojske. Tretji rajh in Sovjetska zveza podpišeta končni sporazum o delitvi Poljske. ZSSR in Estonija podpišeta pakt o vzajemni pomoči
- 29. september - Wehrmacht zavzame Krakovsko trdnjavo Modlin
- 30. september - v Parizu ustanovijo poljsko vlado v izgnanstvu
- september - v prvem mesecu vojne podmornice potope 50 ladij s tonažo dobrih 200 tisoč BRT

### Oktober
- 3. oktober - ZDA se razglasijo za nevtralne
- 5. oktober - ZSSR in Latvija podpišeta pakt o vzajemni pomoči.
- 6. oktober:
  - Adolf Hitler predlaga mirovni načrt 	Združenemu kraljestvu
  - kapitulacija zadnjih poljskih vojaških enot
- 8. oktober - Tretji rajh priključi zahodni del Poljske in Gdansk k svojemu ozemlju
- 10. oktober - ZSSR in Litva podpišeta pakt o vzajemni pomoči.
- 12. oktober - prve deportacije Judov iz Tretjega rajha na Poljsko
- 14. oktober - nemška podmornica U-47 pod poveljstvom kapitana Günther Priena vdre v Scapa Flow in potopi bojno ladjo HMS Royal Oak (08), 833 ubitih mornarjev
- 19. oktober - Združeno kraljestvo, Francija in Turčija podpišejo medsebojno pogodbo o prijateljstvu
- 23. oktober - Hitler zaustavi nemški von Braunov raketni program
- 25. oktober - ustanovitev Generalne Gubernije na Poljskem

### November
- 4. november - ZDA sprejmejo zakon Cash and Carry
- 7. november - Nizozemska in Belgija se ponudita za mirovna posrednika
- 8. november - ponesrečen atentat na Hitlerja
- 9. november - venlojski incident
- 29. november - ZSSR in Finska prekineta diplomatske odnose
- 30. november - ZSSR napade Finsko -> zimska vojna

### December
- 14. december - Društvo narodov izključi ZSSR
- 17. december - bojna ladja Graf von Spee se potopi v La Plati

## 1940

### Januar
- 10. januar - incident pri Mechelenu-sur-Meusu
- 19. januar - francoski parlament odstavi komunistične poslance
- 22. januar - Vatikan obsodi nemška dejanja na Poljskem

### Februar
- 11. februar - Rdeča armada sproži ofenzivo proti Mannerheimovi linij
- 16. februar - 	britanski rušilec HMS Cossack zajame v fjordu Jssing nemško spremljevalno ladjo Altmark

### Marec
- 12. marec - ZSSR in Finska podpišeta mirovno pogodbo
- 28. marec - Francija in Združeno kraljestvo podpišeta sporazum, da nobena stran ne bo podpisala ločene mirovne pogodbe ali premirja
- 30. marec - v Nankingu vzpostavljena projaponska vlada

### April
- 9. april - Tretji rajh napade Dansko in Norveško (operacija Weserübung)
- 15. april - Združeno kraljestvo pošlje vojaške enote na Norveško
- 19. april - Poljska in Francija pošljeta vojaške enote na Norveško
- 24. april - ustanovljen Komisariat rajha za Norveško

### Maj
- 10. maj:
  - -  Tretji rajh napade Nizozemsko, Belgijo in Luksemburg (Fall Gelb).
  - -Švica razglasi splošno vojaško mobilizacijo.
  - -Winston Churchill postane 	britanski predsednik vlade
- 12. maj - konferenca v Casteauju
- 13. maj:
  - nizozemska kraljica Wilhelmine pride v London
  - Wehrmacht prebije zavezniško obrambo pri Sedanu in Dinantu
- 14. maj - letalsko bombandiranje Rotterdama
- 15. maj - nizozemska vojska kapitulira
- 18. maj - Tretji rajh priključi Eupen, Malmedy in Moresnet k svojemu ozemlju
- 19. maj:
  - Arthur Seyss-Inquart postane komisar rajha za Nizozemsko
  - Wehrmacht prodre do ustja Somme
- 20. maj - Wehrmacht prodre do Abbeville-a
- 21. maj - 	Britanski BEF izvede protinapad v Arrasu
- 22. maj - Tretji rajh in Romunija podpišeta pogodbo o dobavi vse romunske nafte rajhu
- 25. maj - začne se evakuacija pri Dunkerque-u
- 28. maj - Belgijska vojska kapitulira. Kralj Leopold III. se razglasi za vojnega ujetnika. 	Britansko-francoske-poljske enote zasedejo Narvik

### Junij
- 9. junij - Norveška vojska opolnoči kapitulira.
- 10. junij:
  - Wehrmacht prodre čez Seno.
  - Francoska vlada zapusti Pariz.
  - Italija napove vojno Franciji in Združenemu kraljestvu.
  - Zavezniki zapustijo Norveško
- 12. junij - Japonska in Tajska podpišeta pakt o prijateljstvu
- 14. junij - Pariz zasedejo nemške enote
- 15. junij - Sovjetske enote vkorakajo v Litvo, Latvijo in Estonijo
- 16. junij - Francoska fronta se zlomi. Henri Pétain postane predsednik vlade
- 17. junij - Henri Pétain sporoči, da se pogaja za premirje
- 18. junij - Charles de Gaulle iz Londona pozove Francoze, da naj nadaljujejo boj
- 22. junij - Tretji rajh in Francija v Rethondesu podpišeta premirje
- 24. junij - Italija in Francija v Rimu podpišeta premirje
- 26. junij - ZSSR zahteva od Romunije vrnitev Besarabije in Bukovine
- 28. junij - Združeno kraljestvo prizna Charlesa de Gaulla kot voditelja Francoskih svobodnih sil

### Julij
- 1. julij - Francoska vlada se preseli v Vichy -> vichyjska Francija
- 2. julij - ZSSR zasede Besarabijo in Bukovino
- 3. julij - Kraljeva vojna mornarica premaga francosko floto pri Mers el-Kébiru
- 4. julij - Italija napade Sudan
- 5. julij - Vichyjska Francija pretrga diplomatske stike z Londonom
- 8. julij - začetek bitke za Anglijo
- 11. julij - Henri Pétain postane predsednik Francoske države
- 16. julij - Adolf Hitler ukaže pripravo invazije na Združeno kraljestvo (operacija Seelöwe)
- 21. julij - Švica sprejme pobudo o graditvi sistema utrdb
- 22. julij - Novi Hebridi se priključijo Svobodni Franciji
- 26. julij - Slonokoščena obala se priključi Svobodni Franciji

### Avgust
- 4. avgust - Italija zasede 	britansko Somalijo
- 7. avgust - Tretji rajh priključi Alzacijo in Loreno k svojemu ozemlju.
- 13. avgust - orlov dan
- 26. avgust - Čad se pridruži Svobodni Franciji
- 27. avgust:
  - Kamerun se pridruži Svobodni Franciji
  - ZDA sprejmejo zakon o obvezni vojaški službi
- 28. avgust - prevrat v Brazzaville-u; FEA se pridruži Svobodni Franciji
- 30. avgust - dunajska arbitraža med Romunijo in Madžarsko glede Transilvanije

### September
- 2. september - Francoska pacifiška ozemlja se pridružijo Svobodni Franciji
- 3. september - ZDA odstopijo 	Združenemu kraljestvu 50 rušilcev v zameno za baze na 	britanskem ozemlju
- 7. september - začetek nočnih bombandiranj Anglije
- 9. september - Francoska Indija je priključena Svobodni Franciji
- 13. september - Italija napade Egipt
- 14. september - začetek letalskih napadov na srednjeangleška mesta
- 15. avgust - vzpostavi se nemška zasedbena oblast za Beneluks in severno Francijo
- 17. september - Adolf Hitler preloži operacijo Seelöwe
- 22. september - Francosko-japonska konvencija v Hanoju
- 23. september - Japonska napade Indokino
- 23. september - začetek 	britansko-golističnih operacij v Dakarju
- 24. september - Nova Kaledonija se pridruži Svobodni Franciji
- 25. september - ZDA zmanjšajo dobave nafte Japonski
- 26. september - Japonska zasede Tonking
- 27. september - podpis trojnega pakta med Tretjim rajhom, Italijo in Japonsko
- 28. september - Tajska napade Indokino

### Oktober
- 3. oktober - v Londonu se vzpostavi belgijska vlada v izgnanstvu
- 7. oktober - Wehrmacht sporazumno vkoraka v Romunijo
- 12. oktober - Japonska uvede enostrankarski režim
- 18. oktober - Vichyjska Francija objavi Statut Židov
- 22. oktober - srečanje Adolf Hitler-Pierre Laval
- 23. oktober - srečanje Adolf Hitler-Francisco Franco
- 24. oktober - srečanje Adolf Hitler-Henri Pétain
- 27. oktober - Charles de Gaulle ustanovi Svet za obrambo imperija
- 28. oktober:
  - Italija napade Grčijo
  - srečanje Adolf Hitler-Benito Mussolini
- 29. oktober - 	britanske enote se izkrcajo v Grčiji

### November
- 4. november - Britanci se izkrcajo na Kreti
- 5. november - Franklin Delano Roosevelt je ponovno izvoljen za predsednika ZDA
- 10. november - Gabon se priključi Svobodni Franciji
- 11. november - Kraljeva vojna mornarica premaga italijansko vojno mornarico pri Tarentu
- 14. november - Luftwaffe poruši Coventry
- 15. november - nemški okupator loči varšavski geto od ostalega mesta
- 20. november - Madžarska pristopi k trojnemu paktu
- 23. november - Romunija pristopi k trojnemu paktu
- 24. november - Slovaška pristopi k trojnemu paktu
- 30. november - Japonska in Kitajska podpišeta pakt o sodelovanju

### December
- 9. december - začetek 	britanske ofenzive v Egiptu in Libiji
- 13. december - Pétain odstavi Lavala in ga da aretirati
- 18. december - Hitler ukaže pripravo operacije Barbarossa
- 23. december - Čang Kaj-Šek razpusti kitajsko KP.
- 29. december - Luftwaffe silovito napade londonski City

## 1941

### Januar
- 5. januar - v Vichy pride veleposlanik ZDA
- 10. januar - obnovitev pakta Hitler-Stalin
- 19. januar - začetek 	britanske ofenzive v Etiopiji in Eritreji
- 20. januar - Japonska nastopi kot posrednik v francosko-tajskem sporu
- 26. januar - začetek 	britanske ofenzive v Somaliji
- 30. januar - Tajska in Indokina skleneta premirje

### Februar
- 12. februar - nastop nemških oklepnih enot pod poveljstvom Rommla v Libija (operacija Sonnenblumen)
- 25. februar - na Nizozemskem se vrstijo stavke v podporo aretiranih Judov
- 26. februar - 	britanske afriške kolonialne enote zavzamejo Mogadiš

### Marec
- 1. marec:
  - FFL zasede Kufro
  - Bolgarija podpiše trojni pakt
- 2. marec:
  - začetek 	britanskih komadoških akcij na Norveškem
  - Wehrmacht sporazumno vkoraka v Bolgarijo
- 11. marec - ZDA sprejmejo Lend-Lease Act
- 24. marec - Somalija spet pod 	britanskim nadzorom
- 25. marec - Jugoslavija pristopi k trojnemu paktu
- 26. marec - Kraljeva vojna mornarica premaga italijansko pri rtu Matapan
- 27. marec - puč v Jugoslaviji
- 30. marec - ZDA zasežejo nemške ladje v ameriških pristaniščih
- 31. marec - Erwin Rommel prične ofenzivo v Cirenajki

### April
- 3. april - britanska vojska zapusti Bengazi
- 5. april:
  - britanska vojska osvobodi Adis Abebo
  - Jugoslavija in ZSSR podpišeta prijateljski in nenapadalni pakt
- 6. april:
  - nemško-italijansko-bolgarski napad na Jugoslavijo (operacija 25)
  - Tretji rajh vdre v Grčijo
- 10. april:
  - britanska vojska zasede Massauo
  - razglašena Neodvisna država Hrvaška
- 12. april - Beograd kapitulira
- 13. april - ZSSR in Japonska podpišeta pakt o nevtralnosti
- 14. april - Tretji rajh postavi zasedbeno oblast na Štajerskem in Gorenjskem
- 17. april - Kraljevina Jugoslavija kapitulira
- 18. april - Italija uvede zasedbeno oblast v Ljubljanski pokrajini
- 21. april - Grška vojska kapitulira v Epiru in Makedoniji
- 27. april:
  - ustanovljena Protiimperialistična fronta (predhodnica Osvobodilne fronte)
  - Atene kapitulirajo
- 30. april - začetek 	britanskega umika iz Grčije

### Maj
- 2. maj - protibritanski upor v Iraku
- 3. maj - Italija priključi Ljubljansko pokrajino k svojemu ozemlju
- 9. maj - Francija in Japonska podpišeta ozemeljski sporazum v Tokiju.
- 11. maj - Rudolf Hess prebegne na Škotsko
- 12. maj - Tretji rajh in Sirija sprejmeta sporazum o nemški uporabi sirskih letališč
- 18. maj:
  - Bolgarija priključi grško in jugoslovansko Makedonijo k svojem ozemlju
  - Italija in Neodvisna država Hrvaška podpišeta ozemeljski sporazum
- 19. maj:
  - Italijanske enote se predajo v Etiopiji
  - Ho Ši Minh ustanovi Ligo za neodvisnost Vietnama
- 20. maj - nemški letalsko-padalski desant na Kreto
- 24. maj - začetek velike 	britansko-nemške pomorske bitke
- 27. maj - ZDA razglasijo neomejeno izredno stanje
- 28. maj:
  - britanska vojska se začne umikati s Kreto
  - grški kralj in vlada se umakneta v Kairo

### Junij
- 2. junij - Vichyjska Francija sprejme drugi Statut o Židih
- 8. junij:
  - prične se 	britansko-golistična ofenziva v Siriji
  - ZDA prevzamejo 	britanska oporišča na Islandiji
- 12. junij - države Commonwealth, Svobodna Francija, Belgija, Nizozemska, Poljska, Grčija, Češkoslovaška in Jugoslavija podpišejo izjavo o medsebojni pomoči
- 14. junij - ZDA zamrznejo nemški in italijanski kapital
- 15. junij - Neodvisna država Hrvaška pristopi k trojnemu paktu
- 16. junij - Tretji rajh in Turčija podpišeta sporazum o nenapadanju
- 22. junij:
  - Tretji rajh in Romunija napadeta ZSSR; začetek operacije Barbarossa
  - ustanovitev glavnega poveljstva slovenskih partizanskih čet
- 26. junij - Finska napade ZSSR
- 27. junij:
  - Madžarska napade ZSSR
  - ustanovitev glavnega štaba NOPO Jugoslavije
- 30. junij:
  - Italija in Slovaška napadeta ZSSR
  - Vichyjska Francija prekine diplomatske stike z ZSSR

### Julij
- 4. julij - CK KPJ sklene začeti vstajo
- 5. julij - Wehrmacht prodre do Dnepra
- 12. julij - ZSSR in Združeno kraljestvo v Moskvi podpišeta sporazum o vzajemni pomoči
- 16. julij - Tretji rajh priključi Luksemburg k svojemu ozemlju
- 26. julij - ZDA blokirajo japonski kapital
- 28. julij - japonske enote se izkrcajo v Kočinčini.
- 29. julij - Japonska in Vichyjska Francija podpišeta sporazum o skupni obrambi Indokine
- 30. julij - ZSSR in poljska vlada vzpostavita diplomatske stike
- 31. julij - Hermann Göring ukaže Reinhardu Heydrichu odstranitev Judov iz Evrope

### Avgust
- 1. avgust - ZDA in ZSSR podpišeta sporazum o sodelovanju
- 9. avgust - Začetek srečanja Franklin Roosevelt-Winston Churchill v zalivu Placentia, kar privede do podpisa atlantske listine.
- 11. avgust - Japonska razlasi splošno vojaško mobilizacijo
- 14. avgust:
  - sovjetske enote zapustijo Smolensk
  - objava atlantske listine
- 25. avgust - Združeno kraljestvo in ZSSR napotita vojaška enota v Iran

### September
- 3. september - Romunija priključi Bukovino k svojemu ozemlju
- 9. september - začetek obleganja Leningrada
- 16. september - šah Reza Pahlavi se odpove prestolu v korist svojega sina
- 17. september - 	britanske in sovjetske enote zasedejo Teheran
- 19. september - Wehrmacht zasede Kijev
- 24. september:
  - v Londonu se ustanovi Francoski državni svet
  - ZSSR pristopi k paktu Združenih narodov
- 25. september - Wehrmacht prične ofenzivo na Krim
- 27. september - Sirija in Libanon razglasita pravico do neodvisnosti, a francoske enote ostanejo.

### Oktober
- 2. oktober - začetek bitke za Moskvo
- 4. oktober - ZDA prekinejo dobavo nafte Japonski
- 9. oktober - zrušitev pronemškega režima v Panami
- 14. oktober - sprejet zakon o delovni obveznosti Luksemburžanov od 17 do 25 let
- 16. oktober - Hideki Tojo sestavi novo japonsko vlado
- 17. oktober - pokol v Kraljevu
- 21. oktober - pokol v Kragujevcu

### November
- 11. november - ZDA razširijo Land Lease Act na Svobodno Francijo
- 15. november - Wehrmacht okupira celoten krimski polotok razen Sevastopola
- 18. november - začetek nemško-italijanskega umika v severni Afriki
- 25. november:
  - Bolgarija, Danska, NDH, Finska, Romunija in Slovaška pristopijo k antikominterskemu paktu.
  - vpoklic španskih, francoskih, belgijskih in nizozemskih prostovoljcev za boj proti komunizmu
- 27. november - osvobojena celotna Etiopija

### December
- 4. december - Poljska in ZSSR podpišeta pogodbo o prijateljstvu in vzajemni obrambni pomoči
- 5. december - začetek sovjetske ofenzive pri Moskvi
- 7. december:
  - Združeno kraljestvo napove vojno Finski, Madžarski in Romuniji
  - Japonska napade ameriško pomorsko oporišče Pearl Harbor
- 8. december:
  - Združeno kraljestvo in ZDA napovesta vojno Japonski.
  - Japonske enote se izkrcajo na Tajskem, v Maleziji in severni obali Luzona
- 9. december:
  - Francija in Japonska podpišeta vojaški sporazum v Indokini
  - japonske enote se izkrcajo na otočju Gilbert
  - Svobodna Francija napove vojno Japonski
- 10. december:
  - japonske enote se izkrcajo na otoku Guam
  - japonsko vojno letalstvo potopi 	britanski bojni ladji HMS Prince of Wales in HMS Repulse
- 11. december:
  - Tretji rajh in Italija napovesta vojno ZDA
  - japonske enote se izkrcajo na južni obali Luzona
- 14. december - Tajska podpiše zavezništvo z Japonsko
- 15. december - Irska se razglasi za nevtralno
- 16. december - začetek nemškega umika pred Moskvo
- 17. december - japonske enote se uzkrcajo na severni obali Bornea
- 19. december:
  - Adolf Hitler prevzame poveljstvo OKH-ja
  - Združeno kraljestvo dvigne starostno mejo vojaške obveznosti na 51 let; prične se novačenje žensk v vojsko
- 20. december - Japonska zasede Mindanau
- 21. december:
  - japonske enote se izkrcajo v zalivu Lindajen
  - ustanovitev 1. proletarske brigade NOPOJ
- 22. december - prične se konferenca v Washingtonu med ZDA in 	Združenim kraljestvom
- 24. december:
  - Francoske svobodne sile se izkrcajo v Sant-Pierre-et-Miquelonu
  - Japonska zasede otok Wake
- 25. december - Hongkong kapitulira
- 26. december:
  - ZDA, Združeno kraljestvo in Kitajska podpišejo sporazum o vojaškem sodelovanju
  - britansko-norveški napad na Vaagsö
- 28. december - japonske enote se izkrcajo na Sumatri

## 1942

### Januar
- 1. januar - ZDA, Združeno kraljestvo, ZSSR, Kitajska, Avstralija, Belgija, Kanada, Kostarika, Kuba, Češkoslovaška, Dominikanska republika, Salvador, Grčija, Gvatemala, Haiti, Honduras, Indija, Luksemburg, Nizozemska, Nova Zelandija, Nikaragva, Norveška, Panama, Poljska, Republika Južna Afrika in Jugoslavija v Washingtonu podpišejo deklaracijo o OZN
- 9. januar - podpisana deklaracija o vojnih zločincih
- 15. januar - začetek konference držav Latinske Amerike (razen Argentine in Čila
- 16. januar - začetek japonske ofenzive na Burmi
- 19. januar - Rdeča armada zavzame Možajsk
- 20. januar - wannseejska konferenca o dokončni rešitvi judovskega vprašanja
- 21. januar - Erwin Rommel prične ofenzivo v Libiji
- 25. januar - Tajska napove vojno ZDA in Združenemu kraljestvu
- 26. januar - Japonska vojska se izkrca na Salomonovih otokih
- 29. januar - Združeno kraljestvo, ZSSR in Perzija podpišejo pogodbo o zavezništvu

### Februar
- 1. februar - Vidkun Quisling je imenovan za norveškega ministrskega predsednika
- 8. februar - Albert Speer je imenovan za ministra za oborožitev in vojno proizvodnjo rajha
- 15. februar - Singapur kapitulira
- 16. februar - Palembang na Sumatri kapitulira
- 18. februar - japonska vojska se izkrca na Baliju
- 20. februar - japonska vojska se izkrca na Timorju
- 27. februar:
  - japonska vojna mornarica zmaga pri Javi
  - britansko-golistični napad na nemško radarsko postajo na Brunevalu

### Marec
- 1. marec - Japonska vojska začne z zasedbo Jave
- 3. marec - 	britanske oborožene sile začnejo napadi Diego-Suarez
- 7. marec:
  - začetek bitke za Singapur
  - Rangun kapitulira
- 8. marec - Japonska zasede Javo
- 9. marec - Bataan kapitulira
- 10. marec - 	angloameriško vojno letalstvo uspešno napade japonske ladje v Salamauiju
- 12. marec - britanska vojska se umakne z Andamanskih otokov
- 15. marec - Singapur kapitulira
- 21. marec - Hitler ukaže mobilizacijo delovne sile na zasednih področjih
- 24. marec - uvedba vojaške obveznosti v slovenski Štajerski
- 28. marec:
  - Združeno kraljestvo komandoški napad na Saint-Nazaire
  - RAF bombandira Lübeck

### April
- 5. april - neuspešen japonski napad na Colombo
- 7. april - Sumatra je pod popolno japonsko zasedbo
- 18. april:
  - Laval se vrne v Vichy ter postane predsednik vlade, zunanji minister in notranji minister
  - Vojno letalstvo ZDA prvič bombandira Tokio
- 27. april - ZDA odpokličejo veleposlanika iz Vichya

### Maj
- 1. maj - japonska zasedba Mandalaija; presekana je burmanska pot
- 4. maj - začetek pomorske bitke v Koralnem morju
- 5. maj - 	britanske oborožene sile se izkrcajo na Madagaskarju
- 8. maj - ameriška postojanka Corregidor kapitulira
- 9. maj - začetek sovjetske ofenzive na Harkov
- 11. maj - ameriške sile na Mindanau kapitulirajo
- 12. maj - začetek množičnega poboja Judov
- 16. maj - Wehrmacht zavzame Kerč na Krimu
- 17. maj - nemška protiofenziva pri Harkovu
- 26. maj:
  - Združeno kraljestvo in ZSSR podpišeta sporazum o medsebojni pomoči
  - začetek uspešne nemško-italijanske ofenzive v Libiji
- 27. maj - dva operativca SOE izvedeta atentat na Reinharda Heydricha v Pragi
- 28. maj - Mehika napove vojno silam trojnega pakta
- 30. maj - RAF množično bombandira Köln

### Junij
- 3. junij - začetek ameriške letalsko-pomorske operacije pri Midwayu
- 4. junij - za posledicami atentata umre Reinhard Heydrich
- 5. junij - ZDA napovejo vojno Romuniji in Bolgariji
- 7. junij - zmaga ZDA pri Midwayu
- 10. junij - pokol v Lidicah
- 11. junij - ZDA razširijo Lend-Lease Act še na ZSSR
- 15. junij - japonska vojska se izkrca na Aleutih
- 24. junij - Charles de Gaulle podpiše sporazum (francoska karta) med Svobodno Francijo in notranjim odporniškim gibanjem
- 28. junij - nemška ofenziva na ruski fronti

### Julij
- 1. julij - nemško-italijanske enote prodrejo do El Alameina
- 2. julij:
  - Sevastopol kapitulira
  - začetek bitka pri El Alameinu
- 4. julij - ameriško vojno letalstvo prvič bombandira Tretji rajh
- 7. julij - uvedba vojaške obveznosti na Gorenjskem in Mežiški dolini
- 20. julij - Rdeča armada odbije nemški napad pri Voronežu na Donu
- 22. julij - Wehrmacht prodre do reke Don pri mestu Cimlanskija
- 27. julij - Wehrmacht zavzame Rostov

### Avgust
- 7. avgust - Korpus mornariške pehote ZDA zavzame japonsko letališče na otoku Guadalcanal
- 8. avgust:
  - Korpus mornariške pehote ZDA zavzame Tulagi
  - bitka za pacifiški otok Savo
- 9. avgust - padec Krasnodara in Majkopa
- 17. avgust - 	anglo-ameriško-sovjetska konferenca v Moskvi
- 19. avgust - 	anglo-kanadski napad na Dieppe
- 22. avgust - Brazilija napove vojno Tretjemu rajhu
- 23. avgust - začetek bitke za pacifiško otočje Stewart
- 30. avgust - uvedba vojaške obveznosti v Luksemburgu
- 31. avgust - nemško-italijanski poraz pri El Alameinu

### September
- 1. september - Wehrmacht prodre do reke Volge
- 4. september - Vichyjska Francija uvede Službo obveznega dela
- 5. september - Novorosijsk kapitulira
- 6. september - začetek bitke za Stalingrad
- 23. september - britanska vojska zavzame Tananarive

### Oktober
- 9. oktober - Rdeča armada odstrani naziv in funkcije političnih komisarjev
- 10. oktober - ZDA in Združeno kraljestvo se odpovesta privilegiju eksteritorialnosti na Kitajskem
- 23. oktober - začetek britanske ofenzive pri El Alameinu
- 26. oktober - bitka za otočje Santa Cruz

### November
- 1. november - ustanovitev prvih divizij v NOV in PO Jugoslavije
- 7. november:
  - začetek operacije Torch
  - Vichy pretrga diplomatske odnose z ZDA
- 9. november:
  - sestanek Hitler-Laval
  - začetek nemško-italijanskega izkrcanja v Tuniziji
  - ustanovljen prvi partizanski korpus v NOV in PO Jugoslavije
- 10. november - ameriške in vichyjske enote sklenejo premirje v Severni Afriki
- 11. november:
  - Tretji rajh in Italija zasedeta preostalo Francijo
  - ustanovitev Organizacije odporniške armade
- 12. november - začetek uspešne ameriške ofenzive blizu otokov Savo in Guadalcanal
- 13. november - sporazum Darlan-Clark
- 15. november - ameriška zmaga pri Guadalcanalu
- 18. november - Henri Pétain izroči Lavalu vsa pooblastila
- 19. november - začetek obkoljevanja nemških enot pri Stalingradu
- 20. november:
  - objavljen Welfare State načrt
  - ZSSR sproži ofenzivo na srednjem Kavkazu
- 23. november - Francoska Zahodna Afrika se pridruži Svobodni Franciji
- 26. november - ustanovljen AVNOJ
- 27. november - francoska flota se sama potopi pri Toulonu
- 28. november - otok Réunion se priključi Svobodni Franciji

### December
- 1. december - začetek sovjetske ofenzive med Donom in Volgo
- 2. december - prične obratovati prvi jedrski reaktor na svetu v Chicagu (Illinois)
- 4. december - ustanovljena Alžirska država
- 5. december - avstalsko-ameriške enote zasedejo Gono in severno obalo Papue
- 14. december - Francija in Italija podpišeta sporazum o vzpostavitvi francoske suverenosti nad Madagaskarjem
- 16. december - Rdeča armada prodira med Donom in Doncem
- 27. december - general Andrej Vlasov ustanovi Smolenški komite
- 28. december - Francoska Somalija se priključi Svobodni Franciji

## 1943

### Januar
- 1. januar - začetek sovjetske ofenzive na obali Črnega morja
- 14. januar - začetek konference v Casablanci
- 23. januar - 	britanske enote vkorakajo v Tripolis
- 24. januar - konec konference v Casablanci
- 28. januar - civilna mobilizacija v Tretjem rajhu
- 30. januar - Vichyjska Francija ustanovi Milico

### Februar
- 1. februar - sovjetska ofenziva na Azovskem morju in v Ukrajini
- 2. februar - kapitulacija sil osi v Stalingradu
- 8. februar - Rdeča armada osvobodi Kursk
- 9. februar - japonska vojska zapusti Guadalcanal
- 12. februar - Ferhat Abbas objavi Manifest alžirskega ljudstva
- 14. februar - Rdeča armada osvobodi Rostov in Vorošilovgrad
- 16. februar:
  - Vichy začne mobilizacijo več letnikov v Službo obveznega dela
  - Rdeča armada osvobodi Harkov
- 28. februar - norveški pripadniki SOE in norveško odporniško gibanje uspešno napadejo tovarno težke vode v Vemorku

### Marec
- 1. marec:
  - začetek avstralsko-ameriškega letalskega napada na japonski ladijski konvoj v Bismarckovem morju
  - v Moskvi je ustanovljena Zveza poljskih patriotov
- 14. marec - Japonska vrne Kitajski zasežena ozemlja
- 15. marec - Rdeča armada zapusti Harkov
- 18. marec - Gvajana se pridruži Svobodni Franciji
- 20. marec - 	britanska ofenziva v Tuniziji

### April
- 13. april - Tretji rajh sporoči najdbo grobišča poljskih častnikov v Katinu
- 19. april - začetek vstaje v varšavskem getu
- 25. april - ZSSR in poljska vlada v Londonu pretrgata diplomatske stike

### Maj
- 6. maj - začetek zadnje zavezniške ofenzive v Severni Afriki
- 7. maj - zavezniki osvobodijo Tunis in Bizerto
- 12. maj - začetek konference Trident v Washingtonu
- 13. maj - kapitulacija zadnjih vojaških enot sil osi
- 15. maj - razpustitev Kominterne
- 16. maj - zadušena vstaja v varšavskem getu
- 18. maj:
  - konferenca v Hot Springsu
  - ustanovljena UNRRA
- 27. maj - ustanovljen CNR

### Junij
- 3. junij - združitev Froncoskega imperialnega sveta in Francoskega državnega sveta ter ustanovitev CFLN
- 10. junij - začetek 	britanskega osvobajanja otokov Pantelleria, Linos in Lampedusa
- 21. junij - aretacija Jeana Moulina
- 23. junij - v Alžiriji razveljavljen odlok o razpustitvi KP

### Julij
- 10. julij - 	britansko-ameriško izkrcanje na Sicilijo (Zavezniška invazija na Sicilijo)
- 12. julij - ustanovljen Nacionalni komite svobodne Nemčije
- 14. julij - francoski Antili se pridružijo Svobodni Franciji
- 15. julij - začetek bitke za Orel
- 17. julij - prvo letalsko bombandiranje Rima
- 24. julij - veliki fašistični svet izreče nezaupnico Benitu Mussoliniju
- 25. julij - maršal Pietro Badoglio imenovan za italijanskega predsednika vlade

### Avgust
- 1. avgust - Burma razglasi neodvisnost pod japonsko nadvlado
- 2. avgust - osamosvojitev Libanona
- 4. avgust - Rdeča armada osvobodi Orjol
- 5. avgust - britanska vojska zavzame Catanio
- 14. avgust - začetek konference Quadrant
- 17. avgust - 	anglo-ameriške oborožene sile zavzamejo Messino in tako zavzamejo Sicilijo
- 18. avgust:
  - pričetek ameriško-italijanskih tajnih pogajanj o premirju
  - Portugalska privoli, da ZDA postavijo vojaške baze na Azorih
- 23. avgust - Rdeča armada osvobodi Harkov
- 24. avgust - Heinrich Himmler je imenovan za notranjega ministra Tretjega rajha
- 26. avgust - Združeno kraljestvo, ZDA in ZSSR priznajo CFLN
- 28. avgust:
  - umre bolgarski kralj Boris III.
  - Tretji rajh prevzame izvršilno oblast na Danskem

### September
- 3. september - britanska vojska se izkrca v Kalabriji
- 8. september - uradna vdaja italijanskih oboroženih sil
- 9. september - angloameriška vojska se izkrca v Salernu
- 10. september:
  - nemška vojska zasede Rim in severni del Italije
  - Hitler ukaže ustanoviti OZAK
- 11. september - začetek zavezniškega osvobajanja Korzike
- 12. september - Otto Skorzeny osvobodi Mussolinija na Gran Sassu
- 13. september - Čangkajšek je izvoljen za predsednika Kitajske
- 14. september:
  - avstralsko-ameriška vojska osvobodi Salamauo na Novi Gvineji
  - Rdeča armada osvobodi Novorosijsk
- 17. september:
  - ustanovitev začasne posvetovalne skupščine Alžirije
  - Rdeča armada osvobodi Brjansk
- 23. september - Mussolini ustanovi Italijansko socialno republiko
- 25. september - Rdeča armada osvobodi Smolensk

### Oktober
- 1. oktober:
  - zavezniki vkorakajo v Neapelj
  - začetek zbor odposlancev slovenskega naroda v Kočevju
- 7. oktober:
  - Rdeča armada prodre do Dnepra
  - zavezniška vojska vkoraka v Capuo
- 13. oktober - Italija napove vojno Tretjemu rajhu
- 14. oktober - Japonska razglasi neodvisnost Filipinov
- 18. oktober - delegati na konferenci v Moskvi sprejmejo sklep o ustanovitvi Evropske posvetovalne komisije
- 25. oktober:
  - poraz japonskega letalstva pri Rabaulu
  - Rdeča armada osvobodi Dnepropetrovsk

### November
- 3. november - ustanovni sestanek Posvetovalne skupščine odporniškega gibanja v Alžiru
- 6. november - Rdeča armada osvobodi Kijev
- 9. november - de Gaulle postane edini predsednik CFLN
- 22. november - začetek kitajsko-ameriško-	britanske konference  v Kairu
- 28. november - teheranska konferenca
- 29. november - drugo zasedanje AVNOJa v Jajcu -> ustanovitev NKOJa

### December
- 2. december - RAF bombandira Berlin
- 4. december - ameriško-	britanska-turška konferenca v Kairu
- 12. december - ZSSR in češka vlada v izgnanstvu skleneta pogodbo o prijateljstvu
- 16. december - RAF bombandira Berlin
- 20. december - Franco razpusti Falango
- 22. december - Francija začne prepuščati oblast Siriji in Libanonu
- 23. december - RAF bombandira Berlin
- 26. december - potopitev Scharnhorsta
- 29. december - RAF bombandira Berlin

## 1944

### Januar
- 12. januar - sestanek Charles de Gaulle-Winston Churchill v Marakešu
- 14. januar - ubit Walthère Dewé
- 15. januar - skupina G izvede sabotaže na elektično-komunikacijsko omrežje
- 22. januar - 	angloameriško izkrcanje pri Anziu
- 24. januar - Dwight David Einsenhower je imenovan za vrhovnega zavezniškega poveljnika sil, namenjena za izkrcanje na zahodno Evropo
- 27. januar - Liberija napove vojno Tretjemu rajhu in Japonski.
- 31. januar - ameriška vojska se izkrca na Marshallovih otokih

### Februar
- 14. februar - konec bitke za Leningrad
- 15. februar - zavezniško letalsko bombandiranje samostana Monte Cassino
- 19. februar - pričetek prvega zasedanja SNOSa v Črnomlju
- 20. februar - norveško odporniško gibanje potopi trajekt s tovorom težke vode iz Vemorka
- 23. februar - ameriška vojska zavzame Eniwetok v Marshallovem otočju

### Marec
- 3. marec - zavezniško letalstvo bombandira Rim
- 4. marec - USAF prvič bombandira Berlin podnevi
- 10. marec:
  - zavezniško letalstvo bombandira Rim
  - ustanovljen grški Začasni komite narodne osvoboditve
- 14. marec - zavezniško letalstvo bombandira Rim
- 15. marec:
  - Rdeča armada prodre čez Bug
  - bitka na planoti Glières
- 19. marec:
  - Rdeča armada prodre čez Dnester
  - nemška vojska zasede Madžarsko
- 29. marec - Rdeča armada prodre čez Prut
- 30. marec - Rdeča armada osvobodi Černjahovsk

### April
- 2. april - pokol v Ascqu
- 10. april - Rdeča armada osvobodi Odeso
- 27. april - nemiri v Bejrutu

### Maj
- 9. maj - Rdeča armada osvobodi Sevastopol
- 12. maj - začetek zavezniške ofenzive v Italiji
- 14. maj - zavezniška vojska prebije Gustavovo linijo
- 18. maj - zavezniki zavzamejo Monte Cassino in Cassino
- 24. maj - začetek nemške operacije Rösselsprung, na Slovenskem bolj znane kot desant na Drvar
- 25. maj - vzpostavitev stika z anciškem mostišču

### Junij
- 3. junij - CFLN se razglasi za Začasno vlado francoske republike (GPRF)
- 4. junij - zavezniška vojska vkoraka v Rim
- 5. junij:
  - britanski bombniki v pripravah na izkrcanje odvržejo 5.000 ton bomb na nemške položaje v Normandiji
  - iz Bele krajine začne oddajati Radio OF
  - italijanski princ Umberto II. Savojski postane regent kraljevine
- 6. junij:
  - izkrcanje v Normandiji - operacija Overlord
  - francosko, belgijsko in norveško odporniško gibanje začnejo z obsežnimi sabotažami
  - splošna stavka na Danskem
- 7. junij:
  - Leopold III. in družina je deportirana v Tretji rajh
  - pokol v Tullu
- 8. junij - zavezniki osvobodijo Bayeaux
- 10. junij - pokol v Oradour-sur-Glane
- 13. junij - izstrelitev prvih letečih bomb na Združeno kraljestvo
- 14. junij - Charles de Gaulle se vrne v Francijo
- 16. junij - na Visu podpisan sporazum Tito-Šubašić
- 19. junij - Rdeča armada prebije Mannerheimovo linijo
- 20. junij - Rdeča armada zavzame Viborg
- 23. junij - začetek sovjetske ofenzive na centralni fronti
- 24. junij - dansko odporniško gibanje poruši največjo tovarno orožja v prestolnici
- 26. junij:
  - Rdeča armada osvobodi Vitebsk
  - začetek splošne stavke na Danskem
- 27. junij - ameriška vojska zavzame Cherbourg

### Julij
- 5. julij - Rdeča armada osvobodi Minsk
- 9. julij - britanska vojska zavzame Caen
- 12. julij - zadnji ministrski svet Vichya
- 16. julij - Rdeča armada osvobodi Vilno
- 18. julij:
  - japonski predsednik vlade Hideki Todžo odstopi s položaja
  - ameriška vojska zavzame Saint-Lô
- 20. julij - neuspel atentat na Hitlerja
- 21. julij:
  - ameriška vojska se izkrca na Guamu
  - začetek umika francoskega ekspedicijskega korpusa iz Italije
  - nemške oborožene sile napadejo Vercors
- 23. julij - ustanovljen Poljski nacionalni komite
- 27. julij - ZSSR prizna Poljski nacionalni komite
- 31. julij:
  - ameriška vojska zavzame Avranches
  - Rdeča armada osvobodi Lvov in Brest-Litovsk

### Avgust
- 1. avgust - začetek varšavske vstaje
- 2. avgust - prekinitev diplomatskih stikov med Tretjim rajhom in Turčijo
- 3. avgust - nemška vojska v Bretanji je odrezana
- 9. avgust:
  - ameriška vojska prodre do Le Mansa
  - začasna vlada francoske republike vzpostavi suverenost Svobodne Francije na osvobojenem ozemlju
- 10. avgust:
  - FFL osvobodi Alençon
  - železničarska stavka v Parizu
  - ameriške sile na Guamu premagajo še zadnje japonske enote
- 15. avgust:
  - zavezniki se izkrcajo v Provansi (operacija Dragoon)
  - stavka metroja in policije v Parizu
- 17. avgust - ameriška vojska zavzame Chartres in Orléans
- 18. avgust - stavka PTT v Parizu
- 19. avgust:
  - bitka pri Falaise-Argentanu
  - vstaja v Parizu
- 20. avgust - FFI osvobodi polotok Quiberon
- 21. avgust:
  - ustanovljeni Varnostni svet, Generalna skupščina, Meddržavno sodišče in stalni sekretariati OZN
  - začetek 	anglo-ameriško-sovjetske konference v Dumbarton Oaksu
- 22. avgust - zavezniki osvobodijo Firence
- 23. avgust:
  - vstaja v Bukarešti
  - Romunija kapitulira in napove vojno Tretjemu rajhu
- 24. avgust - FFL prodre v Pariz
- 25. avgust:
  - kapitulacija nemške posadke v Parizu
  - Bolgarija zahteva umik nemške vojske iz svojega ozemlja in naprosi zaveznike za premirje
- 26. avgust - Charles de Gaulle pride v Pariz
- 28. avgust - zavezniki osvobodijo Grenoble in Marseille
- 31. avgust:
  - Rdeča armada vkoraka v Bukarešto
  - Charles de Gaulle razpusti CNR

### September
- 3. september - FFL osvobodi Lyon in Saint-Étienne, britanska vojska pa Lille in Bruselj
- 4. september:
  - britanska vojska osvobodi Antwerpen
  - Finska kapitulira
- 5. september:
  - Nizozemska, Belgija in Luksemburg podpišejo sporazum Beneluks
  - ZSSR napove vojno Bolgariji
- 8. september:
  - Bolgarija napove vojno Tretjemu rajhu
  - ameriška vojska osvobodi Liège
  - kanadska vojska osvobodi Ostend
  - belgijska vlada se vrne v Bruselj
  - Nemci izstrelijo prvo raketo V-2 proti Londonu
- 9. september:
  - britanska vojska prodre čez Albertov kanal
  - ameriška vojska prodre čez Moselle
- 10. september - francoska vlada razveljavi vichyjsko zakonodajo
- 11. september:
  - konferenca Octagon v Québecu
  - ZSSR in Bolgarija podpišeta premirje
- 12. september:
  - zavezniki osvobodijo Le Havre in Luksemburg
  - ZSSR, ZDA, Združeno kraljestvo in Romunija podpišejo premirje
- 13. september - zavezniki prodrejo v Tretji rajh
- 15. september:
  - Rdeča armada in Titove enote se srečajo pri Negotinu
  - zavezniki osvobodijo Nancy
- 17. september:
  - začetek operacije Market-Garden
  - splošna želežničarske stavke na Nizozemskem
- 18. september - ameriška vojska zasede Brest
- 19. september - zavezniki in Finska podpišejo premirje
- 20. september - princ Charles postane regent Belgije
- 22. september - zavezniki osvobodijo Boulogne-sur-Mer
- 24. september - FFI se vključi v FFL
- 25. september - Tretji rajh mobilizira Volkssturm
- 29. september - začetek konference v Dumbarton Oaksu med ZDA, 	Združenim kraljestvom in Kitajsko
- 30. september - zavezniki osvobodijo Calais

### Oktober
- 1. oktober - Kanadske enote obkolijo in zajamejo 5.000 nemških vojakov pri Calaisu.
- 2. oktober - konec varšavske vstaje
- 4. oktober - britanska vojska se izkrca v Grčiji
- 6. oktober - Rdeča armada prodre na Madžarsko
- 7. oktober - vzhodne arabske države podpišejo aleksandrijski sporazum
- 8. oktober - britanske enote osvobodijo Korint v Grčiji
- 9. oktober - začetek moskovske konference
- 13. oktober - Rdeča armada zasede Rigo
- 14. oktober - britanska vojska zasede Atene
- 15. oktober - madžarski regent Miklós Horthy zaprosi za premirje; oblast prevzame nemški okupator
- 18. oktober - Rdeča armada prodre v Vzhodno Prusijo in Češkoslovaško
- 19. oktober - 	anglo-indijske enote zavzamejo Tiddim na Burmi
- 20. oktober:
  - JNOV osvobodi Beograd
  - ameriška vojska se izkrca na Leytu na Filipinih
- 28. oktober:
  - v Franciji razpustijo vse oborožene sile, ki ne pripadajo vojski ali policiji
  - Bolgarija in Sovjetska zveza podpišeta premirje v Moskvi

### November
- 6. november - zavezniki osvobodijo Grčijo
- 7. november - Franklin Delano Roosevelt je ponovno izvoljen za predsednika ZDA
- 12. november - RAF potopi nemško vojaško ladjo Tirpitz
- 13. november - Rdeča armada prodre čez Donavo
- 17. november - Ameriška podmornica Spadefish potopi japonsko pomožno letalonosilko Shinyo
- 18. november - zavezniki osvobodijo Monttbéliard
- 20. november - Nemške enote se umaknejo iz Tirane, Albanija
- 22. november - Sovjetske enote obkolijo Budimpešto
- 23. november - FFL osvobodi Strasbourg
- 26. november - Heinrich Himmler ukaže porušiti krematorij v Auschwitzu
- 28. november - pristanišče v Antwerpnu prične obratovati
- 2. november - začetek francosko-sovjetske konference v Moskvi

### December
- 16. december - začetek ardenske ofenzive
- 22. december - Vo Ngujen Giap postane voditelj novonastale vietnamske osvobodilne vojske
- 26. december:
  - začne se bitka za Budimpešto
  - pričetek nemškega umika iz Ardenov

## 1945

### Januar
- 1. januar:
  - Lublinski komite se razglasi za začasno poljsko vlado
  - pričetek 	britanske ofenzive na Burmi
  - pričetek nemške protiofenzive v Loreni in Alzaciji
- 5. januar - ZSSR prizna začasno poljsko vlado
- 9. januar - Američani se izkrcajo na Luzonu na Filipinih
- 20. januar:
  - ofenziva 1. francoske armade v Vogezih
  - ZSSR in Madžarska podpišeta premirje
- 23. januar - burmanska pot je spet odprta
- 24. januar - Rdeča armada osvobodi Gliwice
- 26. januar - celotni Ardeni so osvobojeni
- 27. januar - Rdeča armada osvobodi Auschwitz

### Februar
- 4. februar:
  - pričetek ameriške ofenzive na Manilo
  - pričetek jaltske konference
- 6. februar - Rdeča armada prodre čez Odro
- 8. februar - 	anglo-kanadsko ofenzive med Meusom in Renom
- 9. februar - francosko-ameriška vojska likvidira žep pri Colmaru
- 13. februar:
  - Rdeča armada osvobodi Budimpešto
  - 1. ameriška armada prodre čez Ren
  - pričetek letalskega bombandiranja Dresdna
- 15. februar - Rdeča armada osvobodi Wroclaw
- 19. februar - USMC se izkrca na Iwo Jimi
- 23. februar:
  - Rdeča armada osvobodi Poznanj
  - Turčija napove vojno Tretjemu rajhu
  - ameriška vojska prodre prek Aachna proti Renu
- 25. februar - ameriška vojska zavzame Düren in Jülich
- 27. februar:
  - začetek vzpostavitve nove romunske vlade
  - Sirija napove vojno silam osi

### Marec
- 1. marec - s padcem trdnjave Corregidor so osvobojeni vsi Filipini
- 4. marec - Finska napove vojno Tretjemu rajhu
- 7. marec:
  - ameriška vojska prodre čez Ren
  - ustanovitev enotne vlade DFJ pod Titovim predsedstvom
- 9. marec - Japonska prevzame oblast v Indokini; cesar Bao-Dai razlasi konec francoskega protektorata
- 13. marec - Rdeča armada zavzame Küstrin
- 16. marec - USMC zasede otok Iwo Jima
- 20. marec:
  - anglo-indijske enote zavzamejo Mandalay na Burmi
  - Jugoslovanska armada začne zadnjo, končno ofenzivo
- 22. marec - arabske države podpišejo pakt o Arabski ligi
- 23. marec - 	anglo-ameriške enote prodrejo čez Ren med Reesom in Weselom
- 28. marec - zlom nemške vojske na vzhodni fronti
- 29. marec:
  - ameriška vojska zavzame Frankfurt am Main in Mannheim
  - Rdeča armada prodre v Avstrijo
- 30. marec - Rdeča armada vdre v Gdansk

### April
- 1. april - USMC se izkrca na Okinavi
- 2. april - zavezniki začnejo zadnjo ofenzivo v Italiji
- 5. april:
  - ameriška vojska prodre čez reko Weser
  - ZSSR odpove nenapadalni pakt z Japonsko
- 6. april:
  - Jugoslovanska armada osvobodi Sarajevo
  - britanska vojska prodre skozi vestfalska vrata
  - anglo-kanadska vojska začne ofenzivo na Nizozemskem
- 9. april - Rdeča armada zavzame Königsberg
- 10. april - ameriška vojska zavzame Hannover
- 11. april:
  - ameriška vojska zavzame Essen
  - zavezniki osvobodijo KL Büchenwald
  - ZSSR in Jugoslavija podpišeta pakt o prijateljstvu in vzajemni pomoči
- 12. april:
  - Franklin Delano Roosevelt umre, Harry Truman postane predsednik ZDA
  - princ Norodom Sihanuk razglasi neodvisnost Kambodže
- 13. april - Rdeča armada zavzame Dunaj
- 14. april - britanska vojska osvobodi Arnhem
- 15. april - britanske enote osvobodijo koncentracijsko taborišče Bergen-Belsen
- 16. april:
  - RAF potopi nemško vojaško ladjo Lützow
  - prične se bitka za Berlin
- 21. april - 1. francoska armada zavzame Berchtesgaden
- 23. april - zavezniki prodrejo v Italiji do Pada
- 24. april:
  - splošna vstaja italijanskih partizanov
  - Himmler predlaga predajo zahodnim zaveznikom
- 25. april - pričetek konference v San Franciscu -> podpis ustanovne listine OZN
- 26. april:
  - ameriška vojska in Rdeča armada se srečata v Torgauu na reki Labi
  - britanska vojska zavzame Bremen
  - italijanski partizani osvobodijo Milano
  - italijanski partizani ujamejo Mussolinija
- 27. april - ameriška vojska zavzame Genovo
- 28. april - Italijanski partizani ubijejo Benita Mussolinija in njegovo ljubico Claro Petacci
- 29. april:
  - ameriške enote osvobodijo koncentracijsko taborišče Dachau, med 3000 osvobojenimi zaporniki je tudi 1746 Slovencev
  - kapitulacija nemško-italijanskih enot v Italiji in na Tirolskem, ki začne veljati 2. maja 1945
- 30. april:
  - začetek bojev za Trst
  - ameriške enote vkorakajo v München
  - sovjetske enote vkorakajo v Berlin

### Maj
- 1. maj - Karl Dönitz postane predsednik Nemčije
- 2. maj:
  - veljati začne kapitulacija nemško-italijanskih enot v Italiji in na Tirolskem
  - padec Berlina
  - avstralska vojska se izkrca na Norneu
  - britanska vojska in Jugoslovanska armada se srečata pri Tržiču
  - enote jugoslovanske 4. armade se po hudih bojih med Reko in Snežnikom prebijejo čez Mašun v Ilirsko Bistrico in skupaj z 9. korpusom NOV Slovenije osvobodijo Trst.
- 3. maj:
  - britanska vojska zavzame Hamburg
  - anglo-indijska vojska osvobodi Burmo
  - Narodni odbor za Slovenijo imenuje narodno vlado
- 4. maj - kapitulacija nemške posadke na Danskem
- 5. maj:
  - v Ajdovščini je ustanovljena prva slovenska vlada
  - kapitulacija nemške posadke na Nizozemskem
  - vstaja v Pragi
- 6. maj
  - protifrancoska vstaja v Damasku
  - Admiral Dönitz ukaže nemškim podmornicam vrnitev v baze
- 7. maj - podpis brezpogojne nemške kapitulacije, ki jo v Reimsu podpiše Alfred Jodl
- 8. maj:
  - podpis brezpogojne nemške kapitulacije, ki jo v Berlinu podpiše Wilhelm Keitel
  - britanska 8. armada skupaj s slovenskimi partizanskimi enotami in motoriziranim odredom jugoslovanske 4. armade pride na Koroško in v Celovec.
- 9. maj:
  - Rdeča armada vkoraka v Prago
  - uraden konec 2. svetovne vojne
  - general Alexander Löhr, poveljnik nemške armadne skupine E pri Topolšici podpiše brezpogojno vdajo nemške zasedbene vojske, konec 2. svetovne vojne v Sloveniji
  - partizanske enote vkorakajo v Ljubljano
- 13. maj - Nemške enote na Češkoslovaškem položijo orožje
- 14. maj - Avstrija se razglasi za ponovno neodvisno državo
- 15. maj - konec bojev v Sloveniji in v Evropi
- 20. maj - protifrancoski izgredi v Bejrutu
- 23. maj
  - - aretirana Dönitzova vlada
  - - Winston Churchill odstopi z mesta predsednika vlade Združenega kraljestva
- 30. maj - na pritisk 	Združenega kraljestva se Francija neha upirati sirski vstaji

### Junij
- 1. junij - začetek 	britanske zasedbe Sirije in Libanona
- 5. junij - vrhovni zavezniški komandanti v Nemčiji prevzamejo vso oblast
- 13. junij - Kitajska vojska vdre v Indokino
- 21. junij - Korpus mornariške pehote Združenih držav Amerike zasede Okinavo
- 23. junij - podpisana ustavna listina OZN
- 28. junij - na Poljskem je ustanovljena vlada nacionalne enotnosti
- 30. junij - Francija prizna poljsko vlado nacionalne enotnosti

### Julij
- 4. julij - zahodni zavezniki in ZSSR priznajo Avstrijo
- 5. julij:
  - osvoboditev in razglasitev neodvisnosti Filipinov
  - ZDA in Združeno kraljestvo priznata vlado nacionalne enotnosti
- 12. julij - v Los Alamosu eksplodira prva, poskusna atomska bomba
- 16. julij - kralj Leopold III. zavrne predlog, da se odpove prestolu
- 17. julij - začetek potsdamske konference
- 26. julij:
  - ustanovitev Vietnama
  - ZDA, Združeno kraljestvo in Kitajska pošljejo Japonski ultimat
  - Winston Churchill odstopi
- 27. julij - Clement Attlee sestavi novo 	britansko vlado
- 28. julij - Tokio zavrne zavezniški ultimat

### Avgust
- 2. avgust - osvobojena cela Burmo
- 6. avgust - prva atomska bomba pade na Hirošimo
- 8. avgust:
  - ZSSR napove vojno Japonski
  - ZDA, ZSSR, Francija in Združeno kraljestvo sklenejo ustanoviti mednarodno sodišče
  - ZDA kot prva država ratificirajo listino združenih narodov
- 9. avgust:
  - druga atomska bomba pade na Nagasaki
  - ofenziva RA v Mandžuriji
- 10. avgust - japonska vlada se prične pogajati za mir
- 12. avgust - ZSSR zasede Severno Korejo, Sahalin in Kurilske otoke
- 14. avgust - ZSSR in Kitajska podpišeta pakt o prijateljstvu in zavezništvu
- 15. avgust - Japonska se vda
- 17. avgust:
  - Indonezija razglasi neodvisnost
  - Indokina razglasi neodvisnost
- 28. avgust - Mao Ce Tung in Čangkajšek se srečata v Čunkingu
- 29. avgust - ameriške oborožene sile začnejo zasedati Japonsko

### September
- 2. september:
  - podpisana japonska kapitulacija
  - Bao Dai odstopi, Hi Ši Minh razglasi neodvisno republiko Vietnam
- 16. september - Španija se umakne iz Tangerija
- 26. september - Tanger proglašen za mednarodno cono

### Oktober
- 24. oktober - uveljavitev ustanovne listine OZN

### November
- 20. november - začne se nürnberški proces

## 1946
- 3. maj - začne se tokijski proces